# Igor Biełousow
Igor Siergiejewicz Biełousow (ros. И́горь Серге́евич Белоу́сов, ur. 15 stycznia 1928 w Leningradzie, zm. 10 lutego 2005 w Moskwie) – radziecki działacz partyjny i państwowy, wicepremier ZSRR (1988–1990), Bohater Pracy Socjalistycznej (1974).

## Życiorys
W 1952 ukończył Leningradzki Instytut Okrętownictwa, w latach 1952–1963 pracował w Bałtyckim Zakładzie Budowy Okrętów im. Sergo Ordżonikidze, gdzie był majstrem, starszym inżynierem-technologiem, sekretarzem komitetu Komsomołu (1956–1957), szefem warsztatu a między 1961 a 1963 szefem działu. Od 1955 członek KPZR, w latach 1963-1967 główny inżynier Bałtyckiego Zakładu Budowy Okrętów, później (1967–1969) główny inżynier Zakładu Admiralicji, w latach 1969–1975 zastępca ministra przemysłu stoczniowego ZSRR. W latach 1976–1984 I zastępca ministra, a od 9 stycznia 1984 do 12 lutego 1988 minister przemysłu stoczniowego ZSRR, od 12 lutego 1988 do 26 grudnia 1990 zastępca przewodniczącego Rady Ministrów ZSRR, następnie na emeryturze. W latach 1986–1990 członek KC KPZR, w latach 1984–1989 deputowany do Rady Najwyższej ZSRR XI kadencji.
Pochowany na Cmentarzu Nowodziewiczym.

## Odznaczenia i nagrody
- Złoty Medal „Sierp i Młot” Bohatera Pracy Socjalistycznej (19 kwietnia 1974)
- Order Lenina (trzykrotnie – 19 kwietnia 1974, 1981 i 1988)
- Order Czerwonego Sztandaru Pracy (dwukrotnie – 1966 i 1970)
- Order „Znak Honoru” (1956)
- Nagroda Leninowska (1984)
- Nagroda Państwowa ZSRR (1969)

I medale.